# Relais 4 × 400 mètres féminin aux championnats du monde d'athlétisme en salle 2024
Pour un article plus général, voir Championnats du monde d'athlétisme en salle 2024.
Navigation
2022 2025
L'épreuve du relais 4 × 400 mètres féminin des championnats du monde en salle de 2024 se déroule le 3 mars 2024 dans l'Emirates Arena de Glasgow, en Écosse.

## Résultats

### Séries
Les 2 premières de chaque série (Q) et les 2 meilleurs temps (q) se qualifient pour la finale.
| Rang | Série | Couloir | Pays            | Athlètes                                                                | Temps   | Notes |
| ---- | ----- | ------- | --------------- | ----------------------------------------------------------------------- | ------- | ----- |
| 1    | 2     | 5       | Grande-Bretagne | Lina Nielsen, Ama Pipi, Hannah Kelly, Jessie Knight                     | 3:26.40 | Q, NR |
| 2    | 2     | 6       | Jamaïque        | Junelle Bromfield, Andrenette Knight, Charokee Young, Leah Anderson     | 3:27.35 | Q, SB |
| 3    | 1     | 6       | Pays-Bas        | Myrte van der Schoot, Eveline Saalberg, Lisanne de Witte, Femke Bol     | 3:27.70 | Q, SB |
| 4    | 1     | 5       | États-Unis      | Quanera Hayes, Jessica Wright, Na'Asha Robinson, Bailey Lear            | 3:28.04 | Q     |
| 5    | 1     | 3       | Belgique        | Naomi Van Den Broeck, Imke Vervaet, Helena Ponette, Cynthia Bolingo     | 3:28.07 | q, NR |
| 6    | 1     | 4       | Irlande         | Phil Healy, Sophie Becker, Roísín Harrison, Sharlene Mawdsley           | 3:28.45 | q, NR |
| 7    | 2     | 3       | Tchéquie        | Tereza Petržilková, Terezie Táborská, Lurdes Manuel, Lara Vondrová      | 3:28.57 | SB    |
| 8    | 2     | 4       | Pologne         | Marika Popowicz-Drapala, Kinga Gacka, Anna Gryc, Justyna Święty-Ersetic | 3:28.80 | SB    |
| 9    | 2     | 2       | Portugal        | Fatoumata Binta Diallo, Carina Vanessa, Cátoa Azevedo, Vera Barbosa     | 3:31.93 | NR    |

### Finale
| Rang               | Couloir | Pays            | Athlètes                                                                  | Temps   | Notes |
| ------------------ | ------- | --------------- | ------------------------------------------------------------------------- | ------- | ----- |
| Médaille d'or      | 5       | Pays-Bas        | Lieke Klaver, Cathelijn Peeters, Lisanne de Witte, Femke Bol              | 3:25.07 | WL    |
| Médaille d'argent  | 4       | États-Unis      | Quanera Hayes, Talitha Diggs, Bailey Lear, Alexis Holmes                  | 3:25.34 | SB    |
| Médaille de bronze | 6       | Grande-Bretagne | Laviai Nielsen, Lina Nielsen, Ama Pipi, Jessie Knight                     | 3:26.36 | NR    |
| 4                  | 1       | Belgique        | Naomi Van Den Broeck, Helena Ponette, Camille Laus, Cynthia Bolingo       | 3:28.05 | NR    |
| 5                  | 2       | Irlande         | Phil Healy, Sophie Becker, Róisín Harrison, Sharlene Mawdsley             | 3:28.92 |       |
|                    | 3       | Jamaïque        | Lanae-Tava Thomas, Andrenette Knight, Charokee Young, Stacey-Ann Williams | DNF     |       |

## Légende
Records et Performances
- AR : Record continental (area record)
- CR : Record des championnats (championship record)
- MR : Record du meeting (meet record)
- NR : Record national (national record)
- OR : Record olympique (olympic record)
- PR : Record paralympique (paralympic record)
- PB : Record personnel (personal best)
- SB : Meilleure performance personnelle de la saison (season's best)
- WL : Meilleure performance mondiale de l'année (world leader)
- WJR : Record du monde junior (world junior record)
- WR : Record du monde (world record)

Circonstances et Conditions
- DNF : N'a pas terminé (did not finish)
- DNS : N'a pas pris le départ (did not start)
- DQ : Disqualification (disqualification)
- NM : Aucun essai valable enregistré (No Mark)
- Q : Qualifié « directement » au prochain tour (ou à la prochaine compétition), lors d'une compétition majeure, grâce au classement ou à la réalisation des minima (automatic qualifier)
- q : Qualifié au prochain tour (ou à la prochaine compétition), lors d'une compétition majeure, grâce au repêchage ou à la réalisation de l'une des meilleures performances parmi celles des « non qualifiés directement » (grâce au meilleur temps ou à la meilleure distance par exemple) (secondary qualifier)